# Maximilian Krah

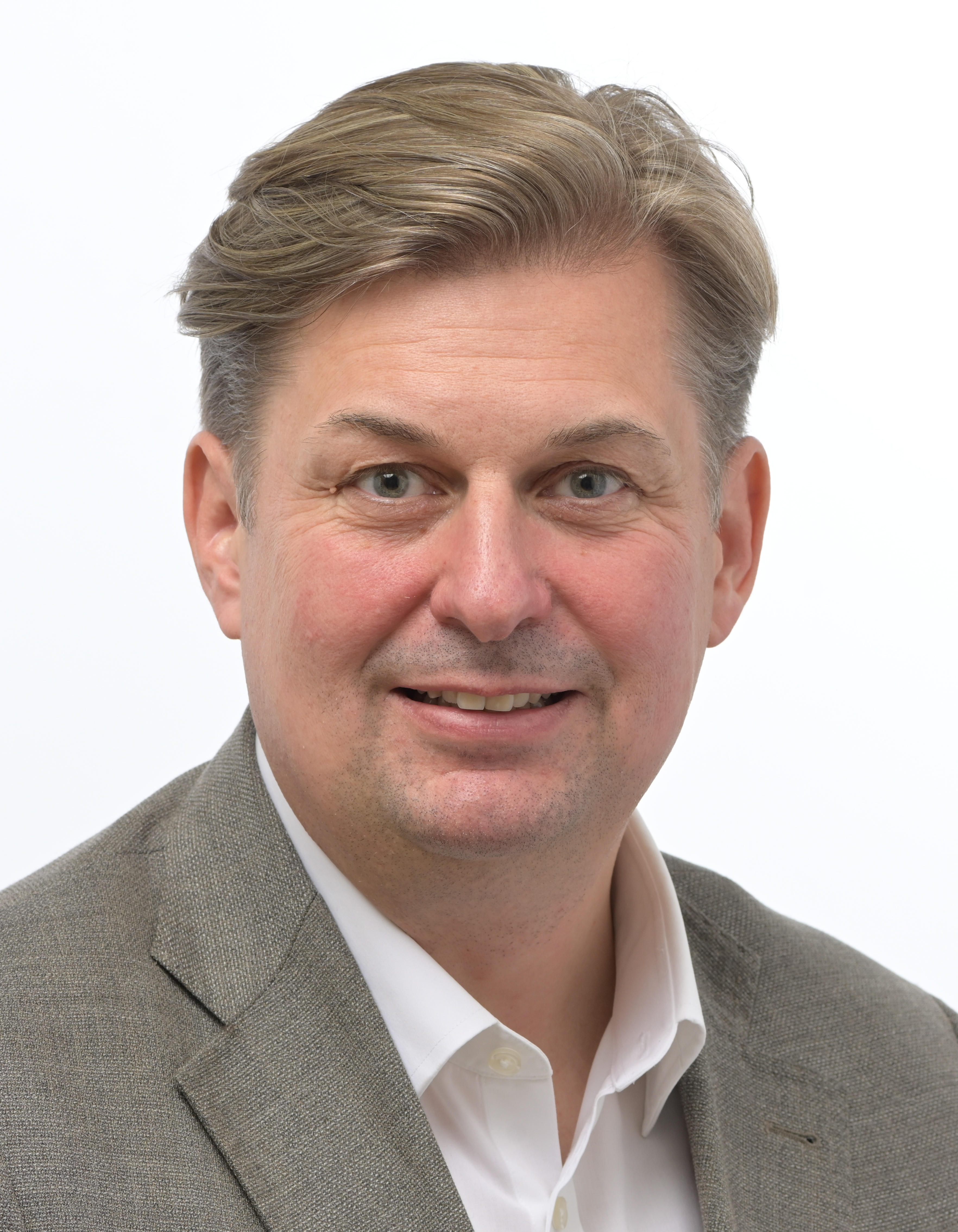
Maximilian Krah (2024)

Maximilian Eugen „Max“ Krah (* 28. Januar 1977 in Räckelwitz, Kreis Kamenz, DDR) ist ein rechtsextremer deutscher Politiker (AfD) und Jurist. Er ist seit 2025 Mitglied des Deutschen Bundestages, nachdem er von 2019 bis 2025 Mitglied des Europäischen Parlaments war.
Er war Spitzenkandidat seiner Partei für die Europawahl 2024. Mehrere Kontroversen um Krah führten im Mai 2024 dazu, dass die ID-Fraktion im Europäischen Parlament alle AfD-Abgeordneten ausschloss, zu Krahs Rückzug aus dem Bundesvorstand der AfD sowie zu einem Auftrittsverbot im Europawahlkampf.
Das Bundesamt für Verfassungsschutz stuft Äußerungen Krahs als völkisch-nationalistisch, islamfeindlich, fremdenfeindlich und verfassungsfeindlich ein. Krah vertritt ethnopluralistische Positionen und verkehrt in Kreisen der Neuen Rechten.

## Leben

### Familie und Bildung
Maximilian Krah wurde als jüngstes von drei Kindern der Sonderschulpädagogin Sibylle Krah und des Ingenieurs Peter Krah (31. Januar 1941 – 21. Juli 2024) in der Oberlausitz geboren, wuchs aber in Dresden auf. Sein Großvater Martin Krah war Mitglied der NSDAP sowie des NSD-Ärztebundes und freiwilliger Arzt der Hitlerjugend in Hindenburg. Entgegen der gesicherten Faktenlage wurde dies von Maximilian Krah bestritten. Sein Vater Peter Krah war CDU-Mitglied und wurde nach der Wende 1990 Referent im wiedererrichteten sächsischen Innenministerium und Vorsitzender des Diözesanrats des Bistums Dresden-Meißen. Krah legte 1995 das Abitur am Dresdner Kreuzgymnasium ab. Nach dem Wehrdienst studierte er ab 1996 Rechtswissenschaften an der TU Dresden. Er legte 2002 und 2004 die beiden juristischen Staatsexamen ab. 2011 wurde er an der TU Dresden mit einer rechtsvergleichenden Arbeit zum Unternehmenskauf zum Doctor iuris promoviert. Von 2010 bis 2012 absolvierte er ein postgraduales MBA-Studium, das gemeinsam von der London Business School und der Columbia Business School (New York) getragen wurde.
Krah lebt in Dresden, ist römisch-katholischer Konfession und verwitwet. Aus seiner Ehe gingen vier Kinder hervor. Er hat außerdem vier weitere Kinder aus zwei anderen Beziehungen.

### Beruf
Krah wurde 2005 als Rechtsanwalt zugelassen und betrieb u. a. mit Kollegen eine eigene Kanzlei in Dresden. Nach eigenen Angaben hat er die Anwaltszulassung im Januar 2024 zurückgegeben.
Krah führte ab 2008 im Rahmen seiner Anwaltstätigkeit jahrelang millionenschwere Vermögenstransaktionen im Auftrag der Piusbruderschaft aus. Im Zuge einer Erbschaftsübernahme der Bruderschaft errichtete er eine Firma in Liechtenstein, eine Privatstiftung in Wien sowie eine Aktiengesellschaft in der Schweiz zum Zweck der Steuervermeidung. Laut seiner Aussage sei es damals darum gegangen, „eine elegante und verschwiegene Möglichkeit zu finden, das Erbe im Sinne der Bruderschaft zu verwalten“. Für die Piusbruderschaft war er ab 2009 im Prozess gegen den später wegen Volksverhetzung verurteilten britischen Piusbruder Bischof Richard Williamson tätig – so versuchte Krah, die Verbreitung eines von Williamson in Schweden gegebenen Interviews, das Aussagen der Holocaustleugnung enthielt, in Deutschland zu verhindern.
Krah übernahm eine Reihe politisch brisanter Fälle. So vertrat er die Männer, die 2016 vor einer Kaufhalle im sächsischen Arnsdorf einen irakischen Flüchtling an einen Baum gefesselt hatten. Eine weitere Mandantin war Susanne Dagen, Dresdner Buchhändlerin (Buchhaus Loschwitz) und Stadträtin der Freien Wähler, die gegen ihren Ausschluss von einem Workshop zu „rechten Netzwerken“ im Hygiene-Museum klagte. Des Weiteren vertrat er den als „Hutbürger“ bekannt gewordenen ehemaligen LKA-Mitarbeiter und Pegida-Anhänger Maik G. in einem Zivilverfahren gegen das ZDF.
Krah war nach Angaben der Rechtsanwaltskammer Tübingen in dem Bundesweiten Amtlichen Anwaltsverzeichnis (2023) der Bundesrechtsanwaltskammer am Kanzleisitz der Kanzlei Solutio Schneider Rechtsanwaltsgesellschaft mbH in Biberach an der Riß als Rechtsanwalt zugelassen. Der Kanzleichef Armin Schneider erklärte im August 2023, dass Krah „kein Mitarbeiter/Angestellter unserer Kanzlei“ und „null Komma null aktiv“ sei, er halte lediglich seine anwaltliche Zulassung über die Kanzlei. Auf der Internetseite der Kanzlei wurde Krah nicht aufgeführt. Alle Rechtsanwältinnen und Rechtsanwälte, die in Deutschland zugelassen sind, müssen gegenüber einer der 27 regionalen Rechtsanwaltskammern – bei Krah die in Tübingen – oder der Rechtsanwaltskammer (RAK) beim BGH einen Kanzleisitz nachweisen, an dem sie ein Büro unterhalten und über dessen Adresse sie erreichbar sind. Die Rechtsanwaltskammer Tübingen nahm daher Ermittlungen auf. Sie sind laut RAK Tübingen abgeschlossen, das Ergebnis werde vertraulich behandelt. Im März 2024 wurde bekannt, dass Krah nicht mehr als Rechtsanwalt tätig ist. Sein Pressesprecher gab an, Krah habe seine Anwaltszulassung zurückgegeben, weil er keine Zeit mehr habe, neue Mandate anzunehmen; in letzter Zeit seien ohnehin nur Altmandate abgewickelt worden. Die Rückgabe der Anwaltszulassung erfolgte nach Angaben Krahs bereits Ende Januar 2024.

### Politik

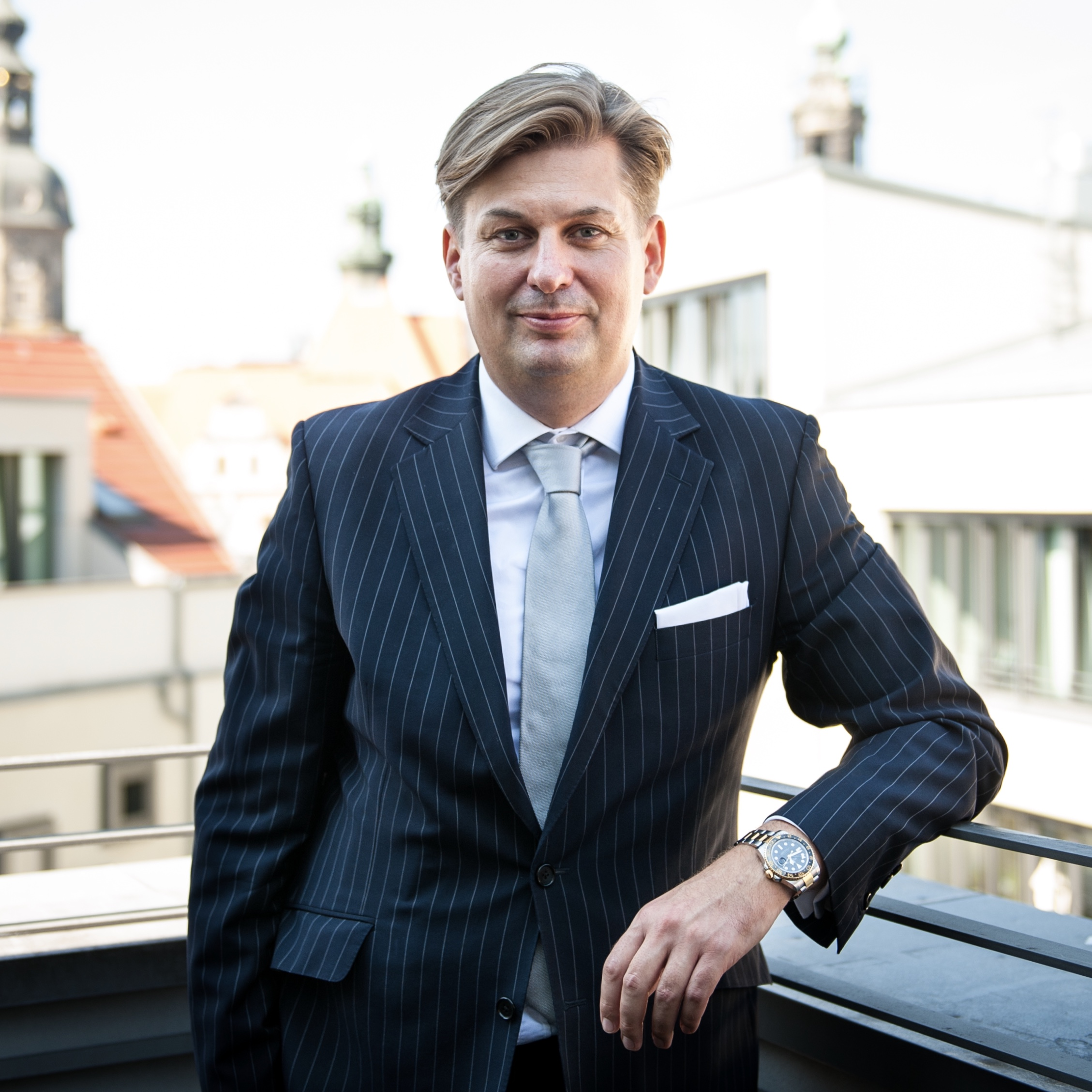
Krah (2016)

#### Von der CDU zur AfD
Nach der Wiedervereinigung trat Krah 1991 als 14-Jähriger der Jungen Union und 1996 der CDU bei. Während seines Jura-Studiums war er Vorsitzender des lokalen RCDS und Studentenvertreter im Fachschafts- und Fakultätsrat. 1998 war er studentischer Mitarbeiter bei der CDU-Bundestagsabgeordneten Christa Reichard und war in den folgenden Jahren u. a. Pressesprecher des CDU-Kreisverbandes Dresden. 2012 und 2016 strebte Krah jeweils vergeblich eine Bundestagskandidatur für die Dresdner CDU an.
Krah trat im September 2016 aus der CDU aus. Dabei schaltete er eine Homepage, um andere CDU-Mitglieder dazu zu bewegen, es ihm gleichzutun.
Im November 2016 trat er der AfD bei und wurde im Februar 2018 zum stellvertretenden Vorsitzenden der AfD Sachsen gewählt. Krah publiziert auf dem AfD-nahen Internetportal Deutschland-Kurier unter dem Titel Hier kräht der Krah. Im Juni 2022 wurde er vom 13. Bundesparteitag der AfD zum 4. Beisitzer des Bundesvorstandes gewählt. Mitte Mai 2024 zog sich Krah aus dem AfD-Bundesvorstand zurück.

#### Mitglied des Europäischen Parlaments
Im November 2018 wurde Krah von der Europawahlversammlung der AfD in Magdeburg auf den Listenplatz 3 der Wahlliste für die Europawahl 2019 gesetzt und zog im Mai 2019 als Abgeordneter ins Europaparlament ein.
Dort gehörte Krah der Fraktion Identität und Demokratie (ID) an, war Delegierter für die Beziehungen zu den USA, stellvertretendes Mitglied im Ausschuss für internationalen Handel (INTA) und stellvertretendes Mitglied der Delegation in der Parlamentarischen Versammlung Euronest.
Er war von 2019 bis 2022 stellvertretender Vorsitzender der AfD-Delegation im Europaparlament.
Wegen fraktionsschädigenden Verhaltens wurde Krahs Mitgliedschaft in der ID-Fraktion im Europäischen Parlament von April bis September 2022 suspendiert, weil er im französischen Präsidentschaftswahlkampf nicht Marine Le Pen unterstützt hatte, die dem zur ID-Fraktion gehörenden Rassemblement National vorsteht, sondern ihren rechtsextremen Konkurrenten Éric Zemmour.
Am 8. Februar 2023 wurde Krahs Mitgliedschaft in der ID-Fraktion erneut für drei Monate suspendiert, weil er die Vergabe eines PR-Auftrags der Fraktion an eine Agentur manipuliert haben soll. Die Suspendierung wurde im Mai verlängert.
Krah behauptete Ende 2022, „der durchschnittliche EU-Abgeordnete“ würde einen „Welteinheitsstaat“ anstreben. Dieses liberal-westliche Denken sei vom Glauben an ein Ende der Geschichte geprägt, welches Europa durch Sanktionen und Kriege weltweit durchzusetzen habe. Dabei werde übersehen, dass diese unipolare Weltordnung von den USA und nicht von der EU dominiert werde.
Krah sprach sich gegen einen Austritt Deutschlands aus der EU aus. Nach seiner Aufstellung zum AfD-Spitzenkandidaten in der Europawahl 2024 sagte er: „Soweit mit dem Dexit gemeint ist, Deutschland geht heraus und alle anderen bleiben drin, dann wollen wir das nicht. […] Das Europa der Zukunft muss ein Europa der Vaterländer sein und nicht ein Europa der Bürokraten.“
Das Europäische Amt für Betrugsbekämpfung (OLAF) ermittelte vorübergehend wegen gemeinschaftlichen Betrugs zum Nachteil der EU gegen Krah und mehrere Werbepartner, nachdem eingereichte Angebote für Werbeleistungen für Krah sich auffällig geglichen hatten (Az.: OC/2023/0147/01). Seine Kontakte und Reisen in die VR China, nach Katar und zu russischen Oligarchen waren oder sind weiterhin Gegenstand von Ermittlungen.

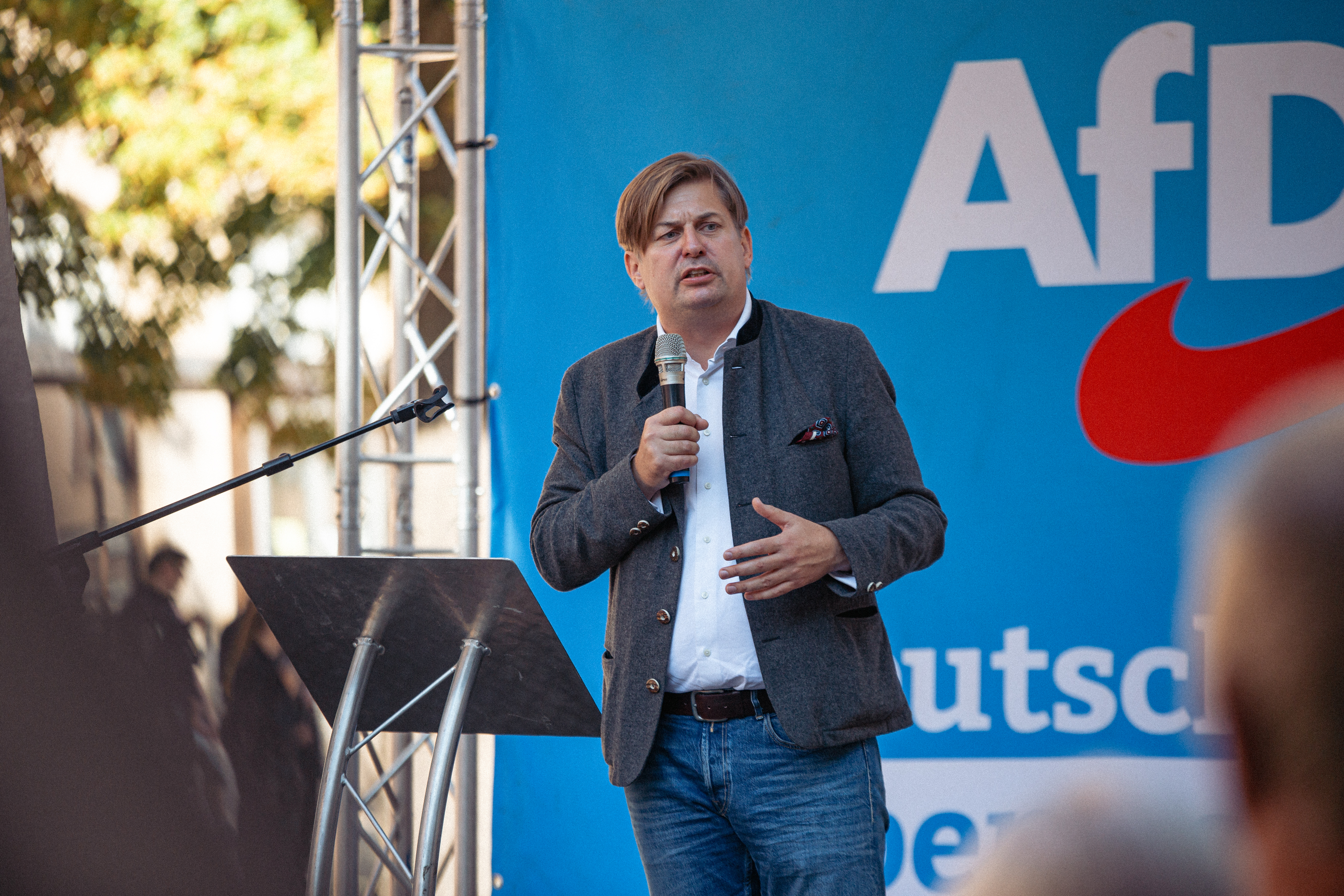
Maximilian Krah auf einer Wahlkampfveranstaltung in Nordhausen (September 2023)

Krah wurde im Juli 2023 auf einem Europaparteitag in Magdeburg von 65,7 % der Delegierten zum Spitzenkandidaten der AfD zur Europawahl in Deutschland 2024 gewählt. In dieser Rolle verfolgte er „den national-völkischen Kurs der AfD im Europaparlament.“
Der Stern zitierte eine Aussage von Krah: „Das Europa, das uns vorschwebt: Das sind die Germanen, die Romanen und die Slawen, die nicht von Konstantinopel aus christianisiert wurden.“ Diese völkische Definition schließt viele in der EU lebende Personengruppen aus. Der Stern folgert: „So wären auch EU-Mitglieder wie Bulgarien (Bulgarisch-Orthodoxe Kirche) oder Ungarn (mehrheitlich nicht slawisch, sondern finno-ugrisch) keine europäischen Nationen.“ (Wobei hier wiederum Sprachfamilie und Nation entgegen dem wissenschaftlichen Konsens gleichgesetzt werden.) Die völkische Sichtweise zeigt auch folgendes Zitat von Krah: „Einwanderung ist multi-kulti und multikulturell ist multikriminell.“
Die AfD-Spitze verbot Krah nach mehreren Kontroversen, bei AfD-Wahlkampfveranstaltungen aufzutreten und Reden zu halten. Krah trat daraufhin als Mitglied des AfD-Bundesvorstandes zurück.
Die AfD erhielt bei der Europawahl in Deutschland 2024 15 der 96 Abgeordnetenmandate. Krah zog wieder ins Europäische Parlament ein. Einen Tag nach der Wahl stimmten die 15 neu gewählten Abgeordneten bei ihrer konstituierenden Sitzung über einen Antrag ab, Krah nicht in die künftige AfD-Delegation im Europaparlament aufzunehmen. Acht AfD-Abgeordnete stimmten dafür, vier dagegen und drei enthielten sich. Krah sprach nach der Wahl in dem rechtsextremen Sender AUF1 von „Verrat“ und einem „Akt erstaunlicher politischer Blindheit“, nach dem „unfassbaren Erfolg gerade bei Jungwählern dann den Spitzenmann herauszukegeln“. Während er dafür stehe, in Brüssel „weniger Kompromisse“ einzugehen und „den Wählerwillen ernst zu nehmen“, habe sich die Mehrheit der Kollegen davon überzeugen lassen, es gebe „auch unter Aufgabe von AfD-Positionen“ einen anderen Weg. Auf dem AfD-Parteitag im Juni 2024 in Essen, an dem Krah nicht teilnahm, deutete Bundessprecherin Alice Weidel an, dass Krah auch weiterhin eine herausgehobene Rolle in der Partei spielen werde: „Wenn jemand auf die Ersatzbank muss, ist er noch nicht aus dem Kader“.
Nach seinem Einzug in den Bundestag legte Krah sein Mandat im Europaparlament am 24. März 2025 nieder. Für ihn rückte Volker Schnurrbusch ins Europaparlament nach.

##### Kontroverse um Mitarbeiter Pradoura
Krah beschäftigte ab 2019 Guillaume Pradoura, der eine langjährige Vergangenheit in der rechtsextremen Szene Frankreichs hat und im Jahr 2007 in Marseille eine Gruppe der Identitären Bewegung gründete. Vor Anstellung bei Krah war Pradoura vom Rassemblement National als Mitarbeiter gekündigt und aus der Partei ausgeschlossen worden. Auslöser war ein Foto, das Pradoura als Karikatur eines orthodoxen Juden verkleidet zeigt. Seine Pose ähnelte dabei antisemitischen Darstellungen aus der NS-Zeit. Krah sagte 2019 der taz, das Bild sei „nicht schön, aber [er könne] darin kein Fehlverhalten sehen“. Ende Mai 2024 beschrieb eine Recherche von T-online, wie Pradoura dem mutmaßlichen russischen Spion Janusz Niedźwiecki über das Abgeordnetenbüro Krahs Zugang zum Europaparlament verschafft haben soll.

##### Festnahme eines Mitarbeiters wegen Spionageverdachts für die VR China
Im April 2024 wurde Krahs Mitarbeiter Jian G., ein aus China stammender Deutscher, wegen mutmaßlicher Spionage für die VR China festgenommen und wegen „dringenden Tatverdacht[s]“ in Untersuchungshaft genommen.
Das EU-Parlament suspendierte den Mann mit sofortiger Wirkung. Krah entließ seinen Mitarbeiter. Am 7. Mai 2024 wurden in dem Ermittlungsverfahren gegen Jian G. wegen Spionageverdachts als Beschuldigten dessen Büroräume und jene von Krah als Maßnahme gegen Zeugen im Europäischen Parlament in Brüssel aufgrund von Beschlüssen des Ermittlungsrichters des Bundesgerichtshofs sowie einer Europäischen Ermittlungsanordnung durchsucht. Die Beschlüsse ergingen im Verfahren gegen Jian G. wegen des Verdachts der geheimdienstlichen Agententätigkeit (§ 99 StGB) gemäß § 103 StPO. Das Europäische Parlament stimmte dem Betreten der Büroräume zu. Die April 2025 erhob der Generalbundesanwalt beim Bundesgerichtshof beim Oberlandesgericht Dresden Anklage wegen eines besonders schweren Falls geheimdienstlicher Agententätigkeit gegen G., der geheime Dokumente an einen chinesischen Geheimdienst übermittelt und chinesische Oppositionelle ausgespäht haben soll.
Hinweisgeber war das Bundesamt für Verfassungsschutz. Guo war den deutschen Geheimdiensten bereits seit Jahren bekannt. So hatte er sich schon 2007 dem Bundesnachrichtendienst als Informant angeboten. Nachdem er kurze Zeit dem Landesamt für Verfassungsschutz Berlin angebliche Informationen über Firmen und Personen mit Kontakten zur chinesischen Regierung übermittelte, vermutete man spätestens ab 2015 eine Tätigkeit als Doppelagent für China; er wurde als „Verdachtsfall“ geführt. Nachdem man im Dezember 2019 Gespräche von Guo mit dem Botschaftsrat der politischen Abteilung der chinesischen Botschaft abfing, wurde Guo (spätestens seit 2020) systematisch observiert. Auch in Brüssel ist seine mutmaßliche Agententätigkeit spätestens seitdem bekannt.

##### Staatsanwaltschaftliche Ermittlungsverfahren gegen Krah wegen des Verdachts der Bestechlichkeit und der Geldwäsche
Am 24. April 2024 bestätigte die Generalstaatsanwaltschaft Dresden, dass sie zunächst zwei Vorermittlungsverfahren gegen Krah zu möglichen Geldzahlungen aus dem Ausland eingeleitet hat. Die Vorermittlungen dienten zunächst der Prüfung, „ob sich überhaupt ein Anfangsverdacht wegen eines strafbaren Verhaltens einer Abgeordnetenbestechung“ ergebe.
Am selben Tag teilte die AfD-Parteispitze mit, Krah werde am 27. April an der Auftaktveranstaltung der AfD für die Europawahl 2024 nicht teilnehmen, „um den Wahlkampf und das Ansehen der Partei nicht zu belasten“. Der Ko-Vorsitzende von AfD-Fraktion und AfD, Tino Chrupalla, sagte: „Wer nachweislich käuflich ist, der muss gehen.“
Recherchen des Magazins Frontal und des Magazins Der Spiegel legten Chats offen, in denen der prorussische ukrainische Politiker Oleg Voloshyn Krah offenbar „Kompensationen“ angeboten hat. Krah bestritt die Annahme von Geld oder anderen Leistungen. Mitte November 2024 besuchte Krah Voloshyn und dessen Frau im russischen Sotschi. Wie auch seine Frau gilt Voloshyn, dem vorgeworfen wird, im Auftrag russischer Nachrichtendienste den Angriff auf die Ukraine und eine anschließende Marionettenregierung mit vorbereitet zu haben, als Vertrauter des Putin-nahen Oligarchen Wiktor Medwedtschuk. Krah bezeichnete den Besuch als „privat“.
Im Mai 2025 wurde schließlich bekannt, dass von der Generalstaatsanwaltschaft Dresden gegen Krah ein offizielles Ermittlungsverfahren wegen Bestechlichkeit im Amt und damit in Zusammenhang stehenden Tatvorwürfen der Geldwäsche eingeleitet wurde. Fahnder des Bundeskriminalamtes und der Bundesanwaltschaft stießen im Rahmen ihrer Ermittlungen gegen Krahs chinastämmigen Mitarbeiter Jian G., der bereits wegen geheimdienstlicher Agententätigkeit gegen die Bundesrepublik Deutschland angeklagt ist, auf zahlreiche Geldzahlungen, die über einen Zeitraum von mehreren Jahren aus Jian G.'s Umfeld teilweise direkt, teilweise indirekt an Krah flossen. Die Zahlungen seien den Ermittlungen zufolge mit Hilfe von Scheinrechnungen über Tarnfirmen verschleiert und getarnt worden. Bereits im März 2025 hatte es in diesem Zusammenhang mehrere behördliche Durchsuchungen in Krahs Umfeld gegeben. Die Ermittlungen betreffen zunächst nur die vorgeworfenen Geldzahlungen aus dem Umfeld chinesischer Geheimdienste. Bezüglich vorgeworfener Zahlungen aus dem Umfeld russischer Geheimdienste führt die Dresdner Generalstaatsanwaltschaft parallel zunächst noch ein Vorermittlungsverfahren gegen Krah.

##### Ausschluss der AfD-Abgeordneten aus der ID-Fraktion im EU-Parlament
Im Mai 2024 erklärte Krah in einem Interview mit der italienischen Zeitung La Repubblica, nicht alle Mitglieder der SS seien Verbrecher gewesen. Unter den 900.000 SS-Männern habe es „auch viele Bauern“ gegeben. Der französische Rassemblement National um Marine Le Pen, der im Europäischen Parlament gemeinsam mit der AfD und anderen Rechtsparteien die Fraktion Identität und Demokratie bildet, kündigte deswegen am 21. Mai die Einstellung der Fraktionsgemeinschaft mit der AfD nach der Europawahl 2024 an. Die ID-Fraktion beschloss zwei Tage später mit den Gegenstimmen der österreichischen FPÖ sowie der estnischen EKRE den Ausschluss aller neun AfD-Abgeordneten.
Am Tag nach der Wahl des Europaparlaments 2024 beschlossen die neu gewählten AfD-Abgeordneten bei ihrer konstituierenden Sitzung am 10. Juni 2024, Krah nicht in ihre Delegation aufzunehmen.
Die ID-Fraktion nahm die AfD-Delegation trotz Krahs Ausschluss nicht wieder auf. Die AfD-Abgeordneten beteiligten sich an der Gründung der neuen Fraktion Europa der Souveränen Nationen, in die Krah nicht aufgenommen wurde.

##### Zugang für mutmaßlichen russischen Spion ins EU-Parlament
Eine Ende Mai 2024 veröffentlichte umfangreiche Recherche der Journalisten Annika Leister und Jonas Mueller-Töwe (beide T-online) ergab, dass Krah einem weiteren Spionageverdächtigen Zutritt zum EU-Parlament verschafft haben soll. Dieser Mann, der Pole Janusz Niedźwiecki, sitzt in polnischer Untersuchungshaft, nachdem im Februar 2024 die Staatsanwaltschaft Anklage gegen ihn erhoben hatte. Er soll für den russischen Geheimdienst gearbeitet haben. „Im Nachhinein betrachtet hätte ich dagegen einschreiten müssen“, sagte Krah zu T-online. Er habe von Niedźwieckis Aktivitäten nichts mitbekommen. AfD-Bundestagsabgeordnete, die sich mit Niedźwiecki getroffen haben, sollen von polnischen Ermittlern im Sommer 2022 in Berlin vernommen worden sein. Der AfD-Bundestagsabgeordnete Petr Bystron soll den Zugang zum Bundestag ermöglicht haben. Niedźwiecki soll das Bindeglied von der AfD zum russischen Oligarchen Wiktor Medwedtschuk sein. Der Putin-Unterstützer soll Bystron bei einem Treffen „bündelweise Geldscheine“ zugesteckt haben. Nachweislich sollen Krah und Bystron es dem Polen ermöglicht haben, im Bundestag und im EU-Parlament Lobbyarbeit für Medwedtschuk zu betreiben. Organisiert worden sein soll dies von einem weiteren Assistenten von Krah, Guillaume Pradoura, der ab 2019 im EU-Abgeordnetenbüro Krahs beschäftigt war. Pradoura machte laut T-online aus seiner Verehrung für Putin kein Geheimnis: Wegbegleiter hätten ihn wie Niedźwiecki als „Überzeugungstäter“ beschrieben. Mittlerweile sind US-amerikanische, polnische, tschechische und deutsche Ermittlungsbehörden mit dem Komplex befasst.

#### OB-Kandidat Dresden
Krah kandidierte für die Wahl am 12. Juni 2022 zum Oberbürgermeister von Dresden.
Er erhielt im ersten Wahlgang 14,2 Prozent der Stimmen und erreichte den vierten Platz hinter Oberbürgermeister Dirk Hilbert, Eva Jähnigen und Albrecht Pallas.
Er erhielt im zweiten Wahlgang 12,2 Prozent der Stimmen und landete hinter Dirk Hilbert und Eva Jähnigen auf dem dritten Platz.

#### Mitglied des Deutschen Bundestags
Krah kandidierte bei der Bundestagswahl 2025 als Direktkandidat des Wahlkreises Chemnitzer Umland – Erzgebirgskreis II, wo er mit 44,2 Prozent der Erststimmen gewählt wurde. Seit März 2025 gehört er dem 21. Bundestag an. Im Sommer 2025 kam es zum spektakulären Bruch Krahs mit seinen bisherigen Verbündeten aus der Identitären Bewegung. Martin Sellner, den Krah als „Pussy“ beschimpfte, und Götz Kubitschek, der Krahs zweites Buch nicht mehr verlegen will, betrachten Krah jetzt als „Feindzeugen“, weil er sich – vermutlich aus taktischen Gründen – als Bundestagsabgeordneter von dem Kampfbegriff „Remigration“ distanziert und vor der Verzahnung der AfD mit der Identitären Bewegung gewarnt hatte.

## Positionen und Kontroversen

### Völkischer Nationalismus
Krah lehnt den Begriff „konservativ“ für sich und die AfD ab, seine politische Zuordnung beschreibt er selbst klar als „rechts“. Parteiintern gilt Krah als Gefolgsmann der völkischen Strömung innerhalb der AfD unter informeller Führung des Thüringer Landesvorsitzenden Björn Höcke. Dieser unterstützte auch Krahs Kandidatur als AfD-Spitzenkandidat für die Europawahl 2024.
Krah hat bei der vom Bundesamt für Verfassungsschutz als „gesichert rechtsextrem“ eingestuften Denkfabrik Institut für Staatspolitik (IfS) des neurechten Verlegers Götz Kubitschek mehrere Vorträge gehalten.
In Kubitscheks rechtsextremem Verlag Antaios veröffentlichte Krah 2023 auch sein Buch Politik von rechts. Ein Manifest, das, so der ehemalige AfD-Bundestagsabgeordnete Norbert Kleinwächter in einer Rezension, „ausdrücklich anti-christlich, anti-individuell, anti-rechtsstaatlich, anti-völkerrechtlich, anti-ethisch […], vor allem aber anti-anglosächsisch und anti-westlich“ sei, . Ende April 2024 hat das Landgericht Karlsruhe einer Unterlassungsklage des Landes Baden-Württemberg stattgegeben. Auf dem Cover war – nach Ansicht des Gerichts unerlaubterweise – ein Bild des Laienrefektoriums des Klosters Maulbronn abgebildet. Ohne Genehmigung des Eigentümers, also der Staatlichen Schlösser und Gärten Baden-Württemberg, dürften Aufnahmen aus dem UNESCO-Weltkulturerbe nicht für gewerbliche Zwecke benutzt werden. Das Buch kann demnach so nicht mehr verkauft werden. Die Entscheidung stützt sich auf die Rechtsprechung des Bundesgerichtshofs zum Recht am Bild der eigenen Sache.
Im Gutachten des Bundesamts für Verfassungsschutz zur AfD im Jahr 2019 wird Maximilian Krah viermal aufgeführt. Unter anderem rechtfertigte er den Gebrauch des von den Nationalsozialisten geprägten Terminus der Umvolkung. Dabei zitierte der Verfassungsschutz einen Beitrag Krahs im Deutschland-Kurier vom 2. Oktober 2018: „Umvolkung bezeichnet ein Regierungshandeln, das eine grundlegende Veränderung der ethnischen Zusammensetzung der Bevölkerung eines bestimmten Gebietes bewirkt. […] Umvolkung klingt hart, unschön, unangenehm. Umvolkung klingt wie Messerattacken, Vergewaltigungen und Islamisierung. ‚Es klingt wie‘ staatliches Verständnis für Gewalttäter und politische Diskriminierung des dagegen gerichteten Protests. Umvolkung klingt also wie die Realität in Merkels Deutschland. Genau deshalb soll der Begriff tabuisiert werden. Weil er die Wahrheit ausdrückt.“ Der Verfassungsschutz ordnet die dargestellte Verwendung des Terminus der Umvolkung als völkisch und gegen die freiheitlich-demokratische Grundordnung und gegen die Menschenwürde verstoßend ein.
Als islamfeindlich ordnet der Verfassungsschutz einen Facebook-Beitrag Krahs vom 30. Oktober 2018 über eine angebliche „Landnahme“ ein. Krah schrieb: „Kollektiver sexueller Missbrauch europäischer Mädchen ist die typische Begleiterscheinung der orientalischen Landnahme. Was in Freiburg und nun in München geschah, hat sein Vorbild im englischen Rotherham – die Beschwichtigung, Verleugnung und Fraternisierung mit den Tätern inklusive.“ Als fremdenfeindlich wurde folgende Aussage Krahs in einem Beitrag im Deutschland-Kurier vom 19. Juli 2018 mit dem Titel „Das Schlachten geht erst richtig los“ eingeordnet: „Die aktuelle Masseneinwanderung ist kein ‚moralischer Imperativ‘ (A. Merkel), um armen Verfolgten zu helfen. Sie ist Umsetzung der Wahnidee, Europa ‚bunt‘ machen zu müssen und dazu die europäischen Völker in eine Mischbevölkerung zu verwandeln. Nur dass sich die Einwanderer nicht an diese Idee halten; sie wollen nicht Teil einer degenerierten, bunten und ‚vielfältigen‘ Bevölkerung sein, sondern kommen als Kolonisatoren.“ In seinem Buch Politik von Rechts. Ein Manifest führte Krah aus, es seien „nicht Hochqualifizierte, die nach Deutschland und Europa einwandern. Mit einem IQ von 80 oder 90 kann man keine qualifizierten Arbeiten ausführen; ein deutscher Handwerksberuf wie Elektriker, Zahntechniker, Mechatroniker erfordert eine höhere Intelligenz. […] Da viele Eigenschaften, Intelligenz eingeschlossen, überwiegend vererbt werden, ist der Plan, durch Masseneinwanderung die nicht mehr geborenen autochthonen Fachkräfte zu ersetzen, zum Scheitern verurteilt.“ Ebenfalls in diesem Werk schrieb er: „Selbst, wenn sich eine restriktive Einwanderungspolitik in 10 Jahren durchsetzen ließe, bleibt die Frage, was mit den dann im Land befindlichen Menschen mit Migrationshintergrund geschehen soll. Das werden in Deutschland prognostisch über 25 Millionen Menschen sein, davon deutlich über 15 Millionen deutsche Staatsangehörige.“
Laut Verfassungsschutz unterstützt Maximilian Krah die als „gesichert rechtsextrem“ und „verfassungsfeindlich“ eingestufte Initiative „Ein Prozent“.
In Bezug auf Krahs vorgebliche Distanzierung vom völkischen Konzept veröffentlichten Jean Peters und Marcus Bensmann von Correctiv am 7. April 2025 einen Artikel, in dem es um die Veröffentlichung von zwei Fotos durch Erik Ahrens geht, die Krah mit Teilnehmern des Treffens von Rechtsextremisten in Potsdam im November 2023 vor dem Tagungshotel zeigen sollen.

### Internationale Politik
Krah nennt die Europäische Union einen „Vasall der Vereinigten Staaten“. Er lehnt die EU ab und fordert einen „Reset und Neustart“ nach dem Prinzip „einmal Stecker ziehen, einmal Stecker wieder reinsetzen und neues Betriebssystem aufspielen“. Das Europa, so Krah, das ihm vorschwebe, seien „die Germanen, die Romanen und die Slawen, die nicht von Konstantinopel aus christianisiert“ worden seien. Über die Rolle Deutschlands innerhalb der EU äußerte er, er „vergleiche das immer mit einer Frau, die zu Hause geschlagen wird. […] Die geht auch nicht freiwillig, in der Regel muss man ihr helfen, eine Alternative aufzeigen.“ In einem Interview mit Tilo Jung sagte Krah 2024 auf die Frage, ob er das Europäische Parlament abschaffen wolle, wie es im Wahlprogramm seiner Partei stehe, er erkläre mit der Autorität des Spitzenkandidaten, dass die AfD das Parlament nicht abschaffen wolle.
In einem Interview mit der extrem rechten US-Plattform Project Veritas behauptete Krah, bei den Bauarbeiten zu den Spielstätten der Fußball-Weltmeisterschaft in Katar seien weniger als zwanzig Personen gestorben und alle anderen Behauptungen seien „Bullshit“. Allerdings hatte selbst der katarische WM-Organisationschef gegenüber dem britischen Sender Talk TV eingeräumt, dass es zwischen 400 und 500 tote Gastarbeiter auf WM-Baustellen gegeben habe.
Im November 2022 veröffentlichte die Global Times, Parteizeitung der Kommunistischen Partei Chinas, ein langes Interview mit Krah. Mit Blick auf Russlands Angriffskrieg gegen die Ukraine sagte Krah darin: „Die Kriege Amerikas zu führen, liegt nicht in unserem Interesse und nicht im Interesse der Ukrainer.“ Eine Zusammenarbeit Russlands, Chinas, Brasiliens und der EU werde attraktiver „als ein neuer Kalter Krieg unter der Führung der USA“.
Der chinesischen Staatsführung gratulierte Krah in einem Video zum 70. Geburtstag der Volksrepublik. Außerdem gratulierte er zum 70. Jahrestag der chinesischen Besetzung Tibets: „Sie feiern jetzt 70 Jahre Autonome Region Tibet, ich finde, Sie haben allen Grund dazu, stolz auf das zu sein, was Sie erreicht haben.“ Im Umfeld von Krah gibt es ein chinesisches Beziehungsgeflecht: Der Krah-Vertraute Torsten Voss sitzt im Vorstand des Vereins „Neue Seidenstraße e. V.“.
Häufig schon gab Krah dem als russischen Propagandakanal eingestuften Sender Russia Today Interviews, ebenso dem russischen Propagandaportal Voice of Europe. Krah pflegt enge Verbindungen zu russischen Hardlinern, die den russischen Überfall auf die Ukraine befeuern und sanktioniert sind. Er bestreitet eine Verantwortung der EU, der Ukraine zu helfen. Der Krieg in der Ukraine sei nicht „dein Krieg“, denn sonst, so Krah in einem TikTok-Video, müsse man an die „Ostfront“, dorthin, „wo schon dein Großvater seine Brüder und Cousins verloren hat“. Am Vorabend der Stichwahl um das Amt des Oberbürgermeisters im thüringischen Nordhausen erinnerte Krah auf einer Wahlkampfveranstaltung vor dem Rathaus Nordhausens Ende September 2023 daran, wie die Stadt im April 1945 von britischen Bombern „im Feuerhagel vernichtet“ worden sei, und sagte: „Dieselben Leute, die euch verbieten wollen, dem (sic!) zu gedenken, die auf die Gräber der damaligen Opfer spucken und meinen, dass die Frauen und Kinder, die hier verbrannt sind, irgendwie Kriminelle gewesen sind – nein, unsere Vorfahren waren keine Verbrecher –, das sind heute wieder diejenigen, die wieder den Krieg heraufbeschwören und die leichtfertig sogar mittlerweile mit dem Atomkrieg zündeln, weil sie anders als wir eben aus der Geschichte nicht gelernt haben, liebe Freunde.“ Das am Rande der Stadt gelegene KZ Mittelbau-Dora, in dem etwa 20.000 Menschen zu Tode kamen, erwähnte er hingegen nicht.
In seinem Buch Politik von Rechts – ein Manifest beschrieb Krah die Errichtung der Mullahregierung im Iran als „erstes Erwachen“. Unter Bezug auf die Islamische Revolution 1978/1979 schrieb er, dass ein „mental konservativ Denkender immer die eigene Tradition fortsetzen“ wolle, nicht die fremde. Der Westen gewinne „in den nichtwestlichen Ländern exakt jene Menschen, die mit den lokalen Traditionen hadern, vielleicht weil sie politisch links ticken, einer sexuellen Minderheit angehören oder sonstwie am Rande der traditionellen Gesellschaften stehen“.
Krah kritisierte die Verleihung des Friedenspreises des Deutschen Buchhandels 2023 an Salman Rushdie. Zudem beklagte er, dass eine „linksliberale Schickeria den Islam demütigt“.
Im November 2023 lobte Krah auf TikTok den türkischen Präsidenten Recep Tayyip Erdoğan, da dieser „sich für türkische Interessen“ einsetze. Das unterscheide ihn von den „schwache[n] deutsche[n] Politiker[n]“, die deutsche Interessen nicht verträten und ihn „genau deshalb“ nicht mögen würden. „Patrioten“, so Krah, seien „niemals Feinde“. Alle, „die kein Vaterland“ hätten und die „Interessenpolitik böse“ fänden, würden nicht die Notwendigkeit interessengeleiteter Außenpolitik verstehen und „deshalb lügen“.
Ebenfalls im November 2023 sagte Krah auf einer Tagung des vom Verfassungsschutz als rechtsextrem eingestuften Instituts für Staatspolitik, wer wie er die alliierten Luftangriffe auf Dresden im Februar 1945 für unzulässig erachte, müsse dies entsprechend ebenso bei den israelischen Militärschlägen im Gazastreifen tun. Neue Flüchtlingsströme aus den palästinensischen Gebieten seien ein „Schreckensszenario“. Daher dürfe es eine „massive Israel-Freundschaft über die eigenen Interessen hinweg“ nicht geben. Es sei, so Krah, „nicht wirklich unser Konflikt“ und man habe „keine besondere Verantwortung“.
Im März 2024 schränkte TikTok die Reichweite von Krahs Videos für zunächst 90 Tage ein und sperrte bzw. entfernte mehrere Videos von Krah mit der Begründung, dass Krah „wiederholte Verstöße“ gegen „Community-Richtlinien“ begangen habe.
Laut Tagesschau ist für Krah „der Kernbestand der Menschenrechte“ unbestritten, gleichzeitig warf er jedoch der EU vor, „neokolonial“ zu handeln, wenn sie gegenüber anderen Ländern auf der Einhaltung von menschenrechtlichen Grundprinzipien bestehe. Er nannte das „Menschenrechtsimperialismus“. In seinem Buch Politik von rechts schrieb Krah, Menschenrechte seien „nicht absolut, sondern im Kontext der Gesellschaft zu definieren“.
Einen Führungsanspruch Deutschlands begründete Krah damit, dass das „deutsche, das germanische Element […] politisch wirkmächtig“ sei und die Deutschen „nicht so korruptionsanfällig“ seien.

### Über die AfD, zu Kirchen, LGBTQ+ und Geschlechterrollen
Im Juni 2019 äußerte er auf einem Parteitag der AfD Sachsen im Schützenhaus von Lommatzsch (Landkreis Meißen): „Wir schießen den Weg frei. Es gibt nur uns – ansonsten geht alles den Bach runter.“
In einem Videokommentar kritisierte Krah Papst Franziskus und sprach davon, dieser sei nach Afrika gefahren, um dort „Stiefel zu lecken“. Außerdem werde heutzutage in den Kirchen über alles gepredigt, nur „nicht über die Ewigkeit, nicht über Gott und nicht über Jesus Christus“. Als Rechtsanwalt war er für die Priesterbruderschaft St. Pius X. tätig und steht bis heute dem katholischen Traditionalismus nahe. Die Alte Messe besucht er beim Institut Christus König und Hohepriester von Rudolf Michael Schmitz sowie am Berliner Institut St. Philipp Neri von Probst Gerald Goesche.
2021 schrieb Krah auf Twitter, eine Gleichberechtigung queerer Minderheiten ziehe „Hass auf die eigene Tradition und Kultur, Ablehnung der Familie, in einem Wort: Dekadenz“ nach sich. Das sei, so Krah, auch das „Wesen dessen, was wir heute als ‚westliche Werte‘ bezeichnen“.
Im Podcast „Am Rande der Gesellschaft“ von Götz Kubitschek sagte Krah 2023: „Das Lustigste, was ich beim Pride Month erlebt habe, war 2021 – da hatte die US-Botschaft in Kabul ganz stolz den Pride Month ausgerufen. Es dauerte keine drei Wochen, bis die Taliban in Kabul eingerückt sind. Ich glaub, dass das die einzig richtige Antwort auf den Pride Month gewesen ist.“
In einem Video auf TikTok gab Krah Männern den Tipp, sie sollten sich nicht einreden lassen, „lieb, soft, schwach und links“ sein zu müssen. „Echte Männer“, sagte Krah, seien rechts, und betonte mehrfach: „Wir brauchen keine Einwanderung, sondern Kinder.“ Die Grünen-Chefin Ricarda Lang verunglimpfte er mit sexistischen Äußerungen.

### Äußerungen überEinfache Sprache
Auf TikTok bezeichnete Krah im Jahr 2024 die Tagesschau in Einfacher Sprache als „Nachrichten für Idioten“ und vertrat die Ansicht, die ARD halte ihre Zuschauer „für blöd“. Mehrere Sozialverbände verurteilten die Äußerungen.

### Deutsch-Israelische Gesellschaft
Die Jüdische Allgemeine Zeitung meldete, dass die Deutsch-Israelische Gesellschaft im Juni 2024 einen Unvereinbarkeitbeschuss bezüglich extremistischen Organisationen gefasst hat. Ein Grund dafür, ist die bis dahin öffentlich nicht bekannte Mitgliedschaft von Maximillian Krah in der DIG, dessen Ausschluss, laut Artikel-Autor, nun folgen soll.

## TV-Beitrag
- Krah auf Crashkurs: Was ist los beim AfD-Spitzenkandidaten? ZDF-Frontal 2. Mai 2024

## Schriften
- Alexander Gauland, Jörg Meuthen, Emil Sänze, Maximilian Krah, Bernhard Seitz: Stuttgarter Thesen zur Europapolitik: Freiheit statt Eurokratie. Hrsg.: Alternative für Deutschland. 1. Auflage. 2020, ISBN 978-3-00-067655-0.

- Maximilian Krah: Politik von rechts. Ein Manifest. – Mit einem Vorwort von Alexander Gauland. Hrsg.: Verlag Antaios. 2023, ISBN 978-3-949041-53-2. Hinweis: Der Verkauf des Buches wurde im April 2024 aufgrund der Verletzung von Nutzungsrechten bei einem Bild des Buchcovers vorübergehend gerichtlich verboten. Das Buch ist inzwischen mit neuem Coverbild zurück im Verkauf.[119]